# Edmund Davy
Edmund Davy (Penzance, Anglia, 1785 – 1857. november 5.) angol kémikus, az acetilén felfedezője.

## Élete, munkássága
Penzance-ban született William Davy fiaként, ahol 10 éves koráig élt. A két híres angol kémikus Humphry és John Davy unokatestvére volt.
1804-ben Londonba költözött, és 8 éven át unokatestvérének, Humphry Davynek segédkezett a Royal Institution laboratóriumában.
1813-tól Írországban dolgozott a Royal Cork Institution-ben, majd 1826-tól a Royal Dublin Society-ben volt professzor. Edmund Davy volt az első, aki felfedezte a finom eloszlású platinát és 1820-ban annak reakciógyorsító hatását. Etanolgőzt égetett el, és észrevette, hogy közben izzik a platina.
1829-ben a korrodáció gátlására is felfedezéseket tett.
Edmund Davy fedezte fel véletlenül az acetilén gázt 1836-ban, amit később 1860-ban Marcellin Berthelot francia kémikus állított elő tiszta állapotban és nevezett el acetilénnek.